# テレビプロデューサー
テレビプロデューサーとは、テレビ番組など番組制作の予算調達や管理、スタッフの人事などを統括する職業。ラジオ番組のプロデューサーはラジオプロデューサーと呼ばれる。

## 職域
放送局の完全自社製作番組を除き、放送局と制作プロダクションの双方にプロデューサーがおり、それぞれの立場から番組製作に方向性を与えている。番組の企画を立て、それを編成部や制作部、制作会社の場合はテレビ局や代理店に持ち込み、プレゼン。予算を取得し、番組の制作を始める。番組の総責任者として、内容・テイスト・出演者・カラーなどの全決定権を持つ。番組が大きくなればなるほど、総合的な権限は大きくなり、各ディレクターはプロデューサーの決定の元、番組を制作していくこととなる。
放送業界ではプロデューサーのことを呼ぶ場合に様々な呼称を用いるが、多くはいわゆる業界用語として発祥して来たものでありテレビ局やメディアによって呼称が変わる傾向が強く、呼称について厳密且つ共通した定義は存在しない。一般的には、人材統括を行うなど、番組の総責任者に当たるチーフプロデューサー（1980年代頃までは「制作」と表記されることが多かった）を筆頭に、番組全体を統括するプロデューサー、プロデューサーの業務補佐をするアシスタント・プロデューサー、タレントやスタッフのスケジュール、更に予算管理なども行う連絡係、計算係としてのラインプロデューサー（サブプロデューサー）などに分類される。
また、現場レベルではディレクターに対する略称のD（ディー）に倣い、単にP（ピー）と呼ばれることが多い。近年のバラエティ番組ではプロデューサーがチーフD（演出）を兼ねているケースも多く見られるほか、ごくまれにプロデューサーの上役に当たるチーフプロデューサーが自ら演出を兼務する場合もある。また、プロデューサー級のスタッフがディレクターの上から演出面のみを指揮管理する場合に「総合演出」、プロデューサーのさらに上に立って番組の演出・制作を全面的に指揮監督する場合に「総監督」（総合演出兼チーフプロデューサーに相当。『ズームイン!!SUPER』の碓田千加志、過去には『めちゃ×2イケてるッ!』の片岡飛鳥など）という呼称が使われることもある。また「エグゼクティブ・プロデューサー」（製作総指揮とも言う）という肩書きは過去に大きくその番組に貢献してきたが、その後役員等に昇進するなどの理由で現場からは退いたために、そうでもなくなった人のことを指す場合が多い。テレビ業界では、一般的にプロデューサーはディレクターよりも上位の役職であり、プロデューサーがディレクターを指揮する体制が定着している。 経済的責任を負うのがプロデューサーであり、テレビ番組には必ずスポンサー、クライアントがいるためである。
ただし、放送局に所属するプロデューサーは　局の営業が集めてきたお金を使い、番組を制作することから、企画の力でお金を集める所から始める制作会社のプロデューサーの方が本来のプロデューサーとしての動きとされている。
総責任の権限を持つことで、視聴率や人気度の煽りも受ける。人気番組を制作したことでますます力を手に入れることもあれば、予算を使うだけ使って、効果を得られなかった場合は人事異動で飛ばされることもある。また、バラエティ番組などでは裏方であるにもかかわらず度々番組に出演し、名物スタッフとなるケースもある（例えば、日本テレビ「ダウンタウンのガキの使いやあらへんで!!」の菅賢治や、「進め!電波少年」の土屋敏男など。こうした例の元祖はフジテレビジョンの横澤彪が元祖であるとされている。）。これも総責任者としての立場を利用した権限の行使のひとつとも言えよう。古くは放送作家（青島幸男、大橋巨泉、前田武彦など）が番組司会者を務めており、それらの発展形とも考えられる。またテレビ番組プロデューサーからタレントに転身した例はテリー伊藤や元テレビ東京の佐久間宣行がいる。

## プロデューサーへの道
プロデューサーには、下積みから徐々に昇進してなることが多い。
ルートには大別して2通りある。ひとつは演出畑からの昇格であり、アシスタントディレクター→ディレクター→プロデューサー、というルートである。もうひとつは制作畑からの昇格であり、プロダクションマネージャーまたは制作進行（制作におけるアシスタントディレクターのような地位）→アシスタントプロデューサー（同・概ね一般のディレクター格の地位）→プロデューサー、というルートである。
演出畑出身のプロデューサーの中には、自身がプロデュースする番組において演出を兼任するケースも少なからず見受けられる。また、アシスタントディレクターやディレクターを経験した後にアシスタントプロデューサーとなり、プロデューサーへ昇進する者ももちろん存在する。局所属のプロデューサーは体力的な問題や流行り廃りについていけなくなる等の問題で40代後半あたりで番組を後進に譲り、管理部門に移る場合が多い。ただし非常に希ではあるが加地倫三やかつての三宅恵介のように50代になった後も自ら現場で指揮を執るケースも存在している。

## NHKのテレビプロデューサー
NHKではテレビプロデューサーの対外的な呼称として制作統括を用いていて、オープニングやエンディングのスタッフ一覧で表示されることが多い。
NHK内部ではチーフ・プロデューサー（CP）という役職名が使われている。また特別に実力の認められた者はエグゼクティブ・プロデューサー（EP）と呼ばれる。いずれも管理職であり、大部分はディレクター（PD：プログラム・ディレクター）出身である。
なお、「制作統括」の役職名はフジテレビにおいても2010年前後から制作部担当部長職またはゼネラルプロデューサー職に相当するスタッフが番組制作に関わる際に「企画統括」の役職名と共に用いられている。